# Diễn Kim
Diễn Kim là một xã thuộc huyện Diễn Châu, tỉnh Nghệ An, Việt Nam.

## Địa lý - Hành chính
Xã có diện tích 6,6 km², dân số năm 1999 là 8.353 người, mật độ dân số đạt 1.266 người/km².
Xã gồm các xóm: Hoàng Châu, Xuân Châu, Nam Liên, Bắc Liên, Kim Liên, Tiền Tiến 1, Tiền Tiến 2, Tiền Tiến, Yên Thịnh, Thái Thịnh, Đại Thành, Phú Thành, Thịnh Thành.
Năm 2019 HĐND tỉnh đã phê duyệt Nghị Quyết số , về việc sáp nhập, đổi tên xóm, khối, thôn, bản, làng ở các xã, phường, thị trấn thuộc các huyện, theo Nghị quyết này, Diễn Châu sáp nhập 294 xóm thành 141 xóm, trong đó có 18 xóm đổi tên. Cụ thể như sau:
Xóm Hoàng Châu (156 hộ) và Xuân Châu (289 hộ) thành xóm Xuân Châu
Xóm Yên Thịnh(242 hộ) và Thái Thịnh(194 hộ) thành xóm Thái Thịnh
Xóm Bắc Liên (140 hộ) và Kim Liên (238 hộ) thành xóm Kim Liên
Xóm Bắc Liên (153 hộ) và Nam Liên (231 hộ) thành xóm Nam Liên

## Làng Nghề
- Diễn kim người dân chủ yếu phát triển kinh tế theo hướng làng nghề truyền thống sản xuất muối làng nghề làm muối ở diễn kim nổi tiếng ở việt nam[5]